# Phidon abismus

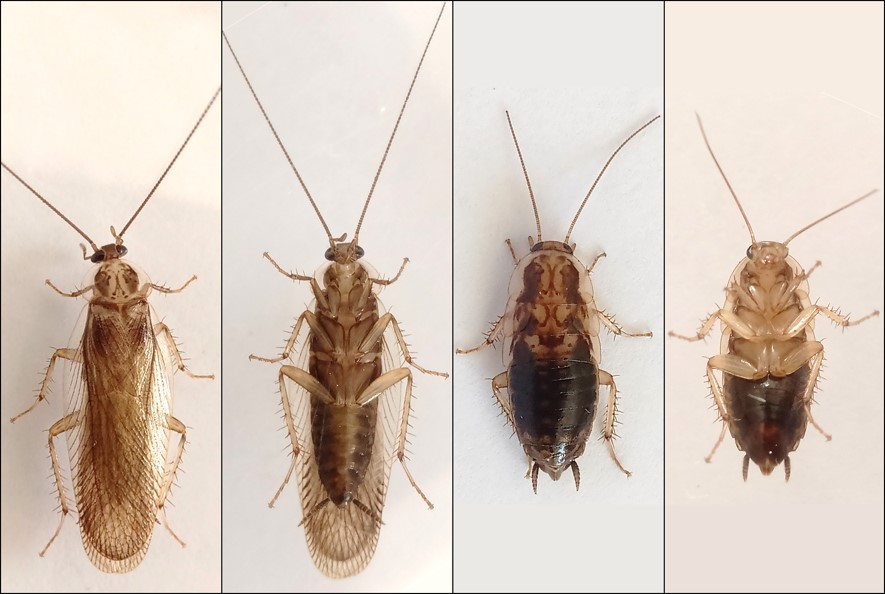
Vista ventral y dorsal de ejemplares adultos de Phidon abismus (macho a la izquierda, hembra a la derecha)

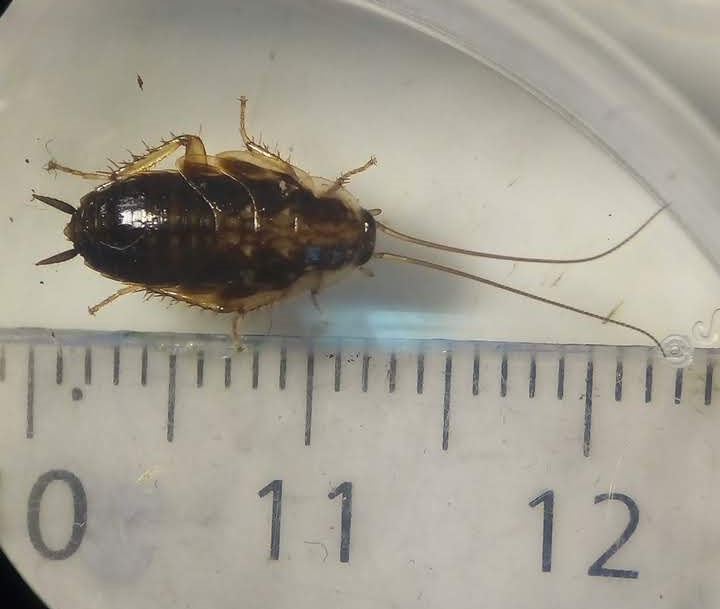
Ninfa de Phidon abismus

Phidon abismus es una especie de cucaracha perteneciente a la subfamilia Pseudophyllodromiinae, nativa de los Bosques Andino Patagónicos en la Patagonia Argentina.